# بیل گورملی
بیل گورملی (انگلیسی: Bill Gormlie; ۱۲ مهٔ ۱۹۱۱ – ۱ ژانویهٔ ۱۹۷۶) بازیکن فوتبال، و سرمربی (فوتبال) اهل بریتانیا بود.
از باشگاه‌هایی که در آن بازی کرده‌است می‌توان به باشگاه فوتبال نورث‌همپتون تاون و باشگاه فوتبال بلکبرن روورز اشاره کرد.